# Цесна 650
Цесна 650 је амерички двомоторни нискокрилац са млазним моторима на репу и осам до једанаест седишта. Производи га је фирма Цесна од 1983 до 2000. године. Користи се као путнички авион, за ВИП превоз и обуку и тренажу пилота.

## Пројектовање и развој

### Технички опис
Цесна 650, је пословни млазни авион који је изградила компанија Цесна Аиркрафт Компани. Цесна 650, има 6 до 9 седишта за путнике и два за пилоте у репу авиона се налази тоалет.
Труп авиона је металне конструкције монокок, нискокрилац, округлог попречног пресека. Кабина пилота и путника чине једну целину. Кабине су опремљене великим прзорима што омогућава изванредну прегледност из авиона. Авион је опремљен уређајима који у кабини одржавају константни притисак и температуру. На почетку путничке кабине са леве стране трупа налазе се врата за улаз у авион. Реп авиона је у облику слова Т тј. хоризонтални стабилизатор ја на врху вертикалног стабилизатора.
Крила су металне конструкције трапезастог облика. У крилаима су смештени унутрашњи резервоари за гориво а такође и простор у који се увлаче точкови за време лета. Крила имају стреласт положај у односу на труп авиона.
Погонска група се састоји од два турбомлазна мотора, Garrett TFE731-3B потиска 16,20 kN. Мотори су постављени на репу авиона што омогућава лакшу конструкцију и већу удобност путника у кабини јер је смањена бука.
Стајни трап је увлачећи, типа трицикл (један точак напред и два испод крила. Први точак се у току лета увлачи у кљун авиона а крилни точкови се увлаче у крила. Погон за увлачење и извлачење ногу стајног трапа је хидраулични.

### Варијанте
- Citation IV - Модел са повећаним долетом (трансконтиненталан).
- Citation VI - Јефтинија верзија са стандардном опремом направљено 39 примерака.
- Citation VII - Побољшана верзија направљено 119 комада.

## Оперативно коришћење

### Авион Цесна 650 у Југославији
У Регистру цивилних ваздухоплова Југославије и Србије било је регистровано 13 авиона овог типа.